# 電話機

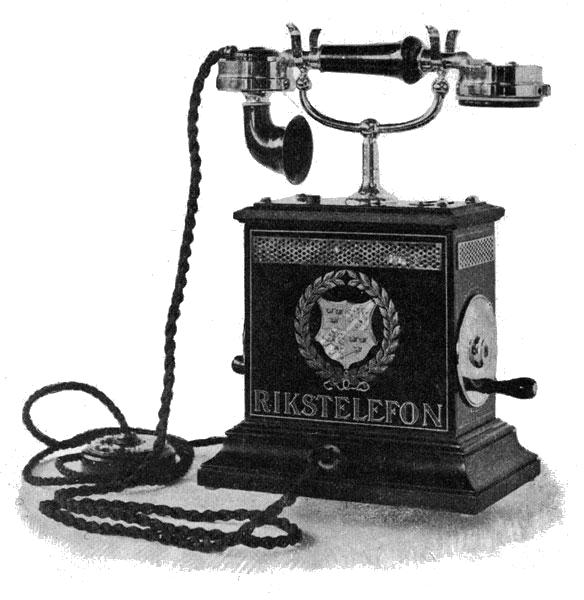
1896年の電話機（スウェーデン製）。回転式ハンドル内部の発電機を動かし、電話局内の呼び鈴を鳴らして交換手を呼ぶ。

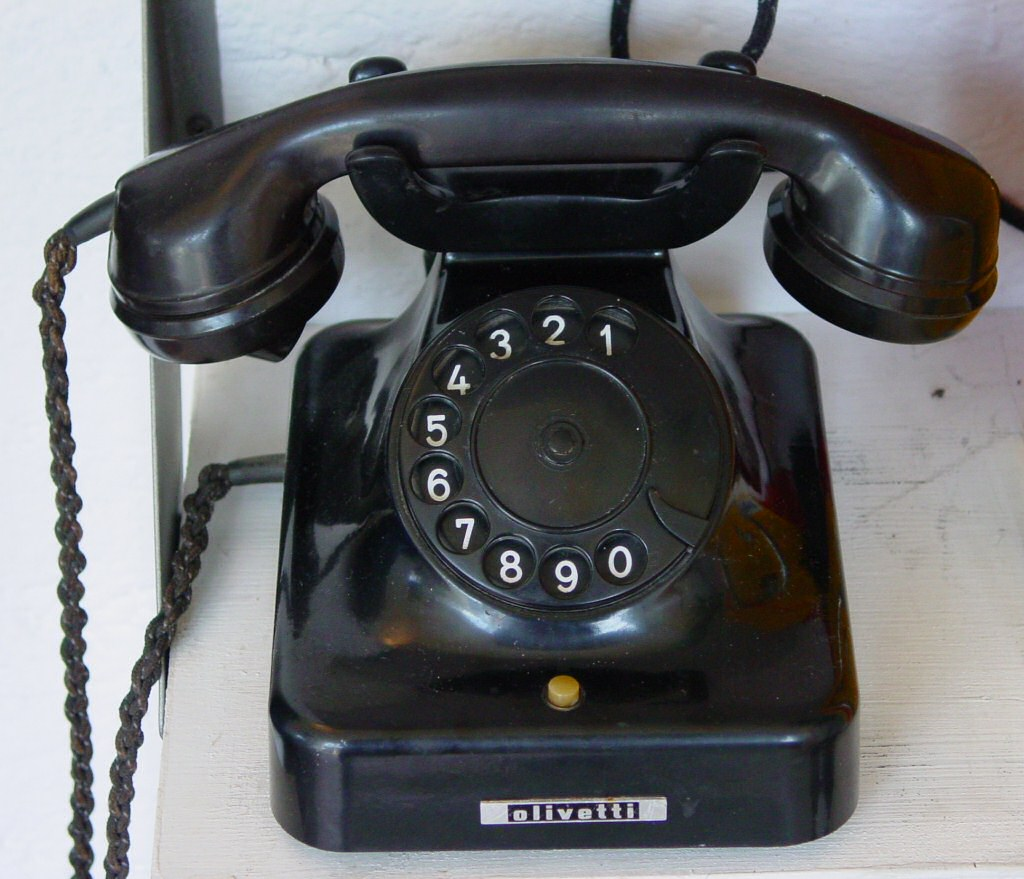
回転ダイヤル式（ダイヤルパルス式）黒電話（1940年代、オリベッティ社製）

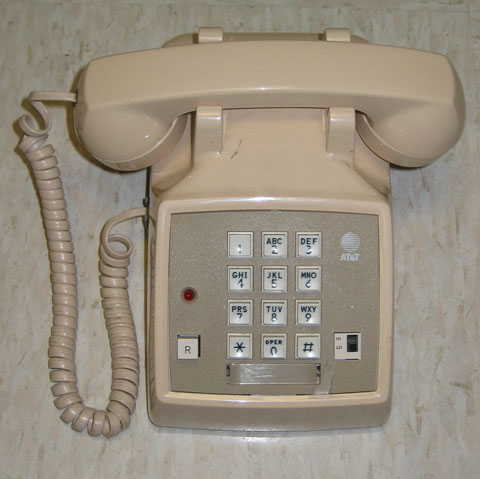
トーンダイヤル式（プッシュボタン式）電話機（米国、ATT社製）

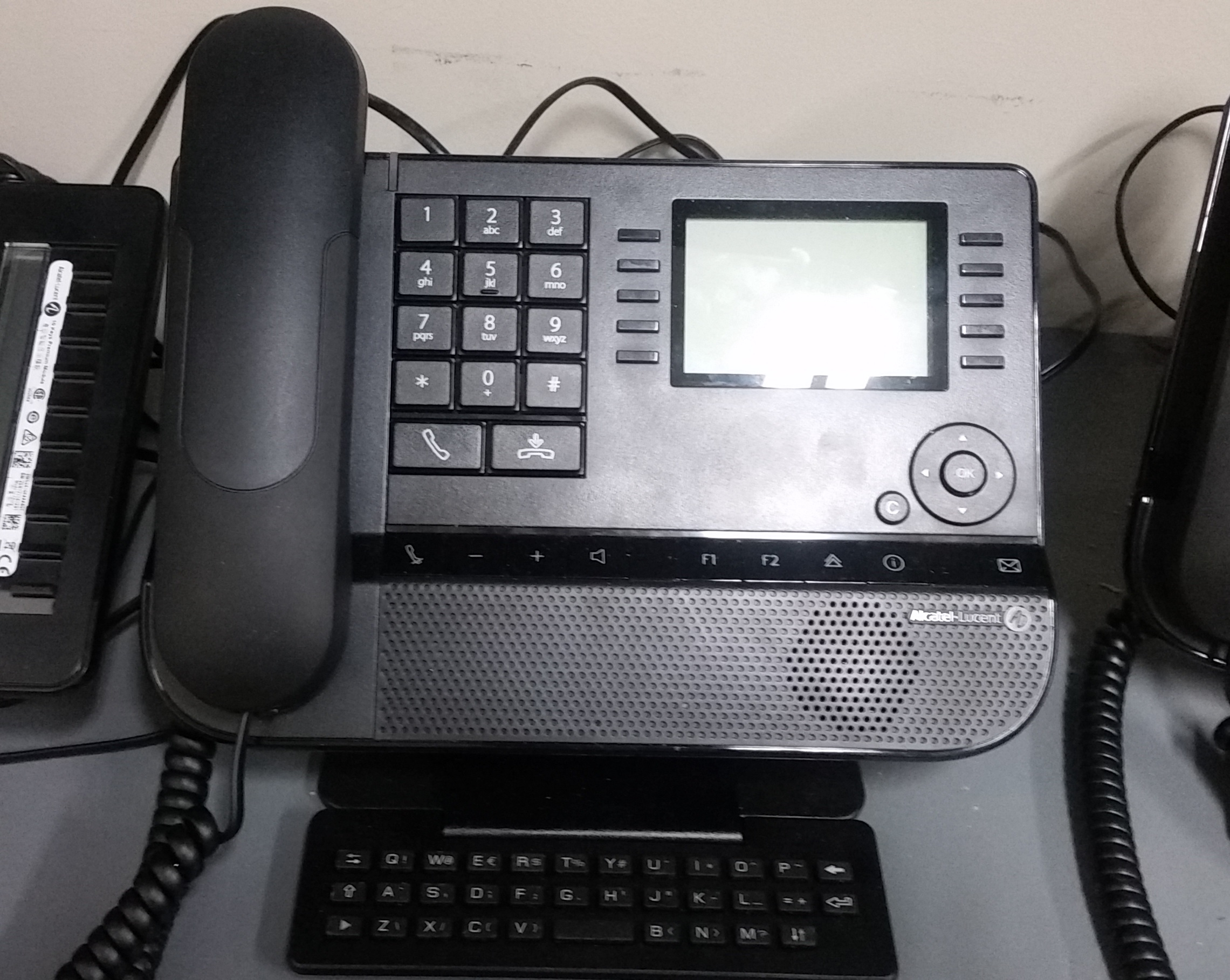
近年の電話機で、多機能のもので比較的大きな液晶画面も備えたタイプの一例。（写真はオフィス用で、アルカテル社製）

電話機（でんわき、英: telephoneあるいはphone）とは、音声を電気信号に変換して、離れた場所に送り、また送られてきた電気信号も音声に戻して通話をするための機械。単に「電話」とも言う。

## 概要
スマートフォン等の携帯型無線電話機も電話機の一種だが、本項では、持ち運びしないで運用する電話機（いわゆる「固定電話」）を中心に解説する。
電話機の基本の要素は、音声を電気信号に変換するマイクロフォン（マイク）および電気信号を音声に変換するスピーカーである。他に、着信を知らせる振鈴装置も備える。20世紀なかばに自動交換機が普及するとともに、電話番号を入力する装置も加えられた。
20世紀前半までは通話相手を指定するには、まず交換手を呼び出して相手の番号を言い、局内で手作業で回線を繋いだ。電話局の交換手を呼ぶために電話機の箱の側面などに回転式ハンドルがついていた。
自動交換機が設置されてゆくとともに、回転ダイヤル式の黒電話が普及した。これは電話番号の数字に相当する穴に指を入れてストッパーまで回転させ指を抜くと、回転ダイヤルがバネじかけで元の位置に戻る時にパルス状の信号が発信され電話局内の自動交換機に数字1ケタ分が伝わり、この動作を電話番号の桁数だけ繰り返すことで交換機が指定された相手に繋ぐものである。回転ダイヤルを回して指を抜くたびに受話器からは断続音（＝パルス）が聞こえる。
さらに後にプッシュボタンが配置されたトーンダイヤル式の電話機も普及した。これはパルス状の信号の代わりに、ある音程（トーン）の音を（2つ)組み合わせて電話番号の1桁相当の情報を伝える方式であり、回転ダイヤル式よりもすばやく電話番号の全桁を入力できるという特徴がある。
近年では、固定電話機についてはナンバーディスプレイ機能を備えたもの、コードレス式のもの、子機を増設できるもの、ファクシミリ機能を備えたもの、それらのいくつかを組み合わせた電話機も販売されている。
一方で、移動式電話（携帯電話）の開発および普及も進み、サイズや重さが次第に小さくなり、1980年代前半には弁当箱以上のサイズだったものが1990年代にはポケットに入るまでになった。携帯電話所有者が増えてゆくとともに価格も下がり普及に加速がかかり、ついには固定電話の台数を抜いた。
2009年末時点での電話機の台数は、全世界で60億台弱で、内訳としては固定電話が12億6000万台、携帯電話が46億台という割合になっていた。

## 語源
英語 「telephone」の語源となった、ギリシャ語のτῆλε (tēle) は「遠い」を意味し、φωνή (phōnē) は「声」を意味する。

## 電話機の構成・構造・基本機能
電話の歴史も参照。
基本構成
利用者の声を電気信号に変換するマイクロフォンと、電気信号を物理的な音に変換するスピーカー、電話がかかってきたことを知らせる振鈴装置、電話番号を入力する装置（キーパッドや回転式ダイヤル）などで構成される。
マイクロフォン部とスピーカ部の構成・構造

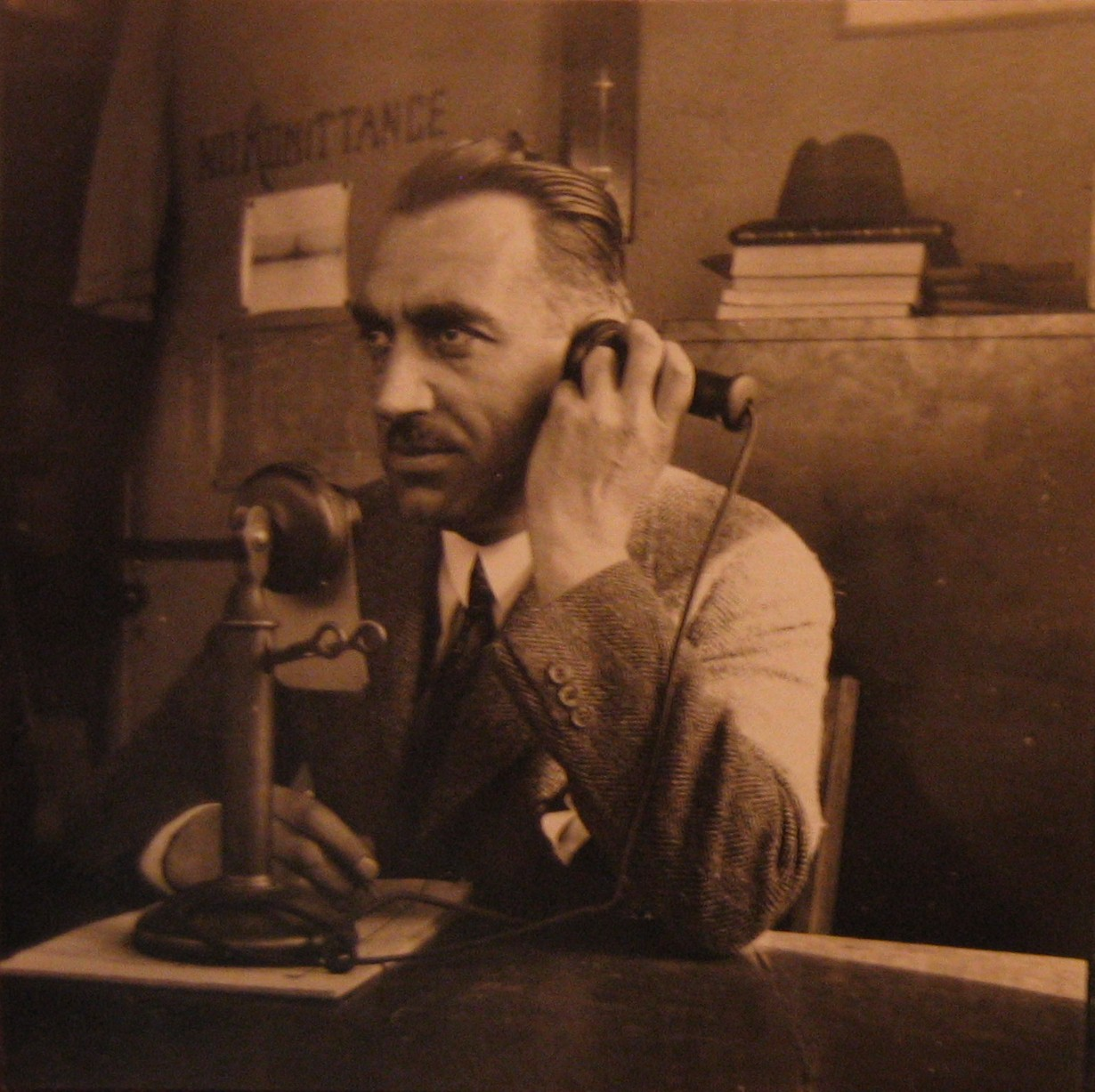
1930年代までのシンプルな電話機。マイクロフォンの部分とスピーカーの部分は別々になっていて、スピーカー部のみを手に持ち耳に当てて使う。

（極端に古いタイプを除いて）マイクロフォンとスピーカーは受話器（英語:handset ハンドセット）として一体化していることが一般的。
19世紀末～20世紀初頭の電話機では送話器（そうわき）が電話機本体に直付けされたタイプが主流で、本体とコードで結ばれた受話器のみを手に持って耳に当て、本体の送話器に向かって声を出していた。1930年代から送話器と受話器が一体化した形になった送受話器（そうじゅわき）方式が主流になり、片手で通話できるようになった。電話機本体と受話器とは、らせん状のコード（カールコード）で物理的につながっているものが一般的であるが、一部に電波で接続しているものもある。またヘッドセットを接続できる電話機もあり、コールセンターなど、業務で電話通話を大量に行い、手はPCのキーボード入力などのために空けておかなければならない場所で使用されている。
電気的な部品
20世紀半ばすぎまで電話機の回路は機械式リレーと受動素子のみで構成されていた。受話器を取る/置く操作によりフックスイッチが上げ下げされることで電話回線の極性を変化させ電話交換機が回線接続・回線切断を判別した。今でも回線が接続した状態を「オフフック」、回線断の状態を「オンフック」と言うのはこのためである。
20世紀後半に半導体素子が安価に大量供給されるようになるとそれがしだいに電話機にも使われるようになった。
電話網との接続
固定電話は電話線（銅線）によって電話局およびその先の電話網とつながっており、移動式電話は無線つまり電波でキャリアの基地局やその先の電話網とつながっている。
なおコードレス電話は「親機」「子機」に分かれており、親機は電話網と有線で直接的に繋がっているが、子機のほうは親機と無線で繋がっている。
電話交換機からの給電だけでも働く基本機能
電話交換機からの給電のみで動作する基本的な機能として次があげられる。
- 通信先の電話番号を入力し、電話交換機に伝える。
- 電話交換機からの呼び出しを検知し、着信音で伝える。
- 送話器で音声を電気信号化し増幅して電話交換機へ送り出し、電話交換機から伝えられた信号を受話器で音声に戻す。
- 終話を電話交換機に伝える。

## 初期の電話機、交換手時代の電話機
初期の電話機は技術的には多様だった。液体抵抗型送話機を使うもの、永久磁石の周りの電磁石（コイル）を振動板で振動させて電磁誘導によって信号を発生するもの（ムービング・コイル型）などがあった。電磁誘導の起電力を利用する方式は電源がなくとも通話可能という利点があり、20世紀後半になっても少数ながら軍用などに利用され続けた。しかし、主流となったのはエジソンのカーボンマイクで他の方式よりも音声が大きく、誘導コイルを必要とするが、それがインピーダンス整合用変圧器として機能し、信号線とのインピーダンスを整合させることができる。このエジソンの特許によってベルは20世紀に入るまで市場を独占することができたが、そのころには電話機自体よりも電話網の方が重要になってきた。
初期の電話機も電源を必要とし、その場で発電するか電池を使用した。当時は加入者宅を巡回して電池交換が必要かどうかをチェックする職業もあった。20世紀には「共電式」がよく使われるようになった。これは、電話交換機側から信号線を通して給電する方式である。
初期の電話機の加入者線は1本の導線であり、電信と同様に個々に接地することで回路を形成する。また最初期の電話機は、送話器と受話器が共用になっていて口と耳に交互にあてて使うようになっていた。
当初電話交換はあまり利用されなかった。初期の加入者は2台の電話機をリースし、例えば商店と自宅などに設置して使っていた。複数地点間の通信を必要とする場合は何台も電話機をリースし、各地点間にそれぞれ別個に回線をひく必要があった。
ユーザーは送話器に向かって口笛を吹くことで交換手（交換を経ない場合は相手）に電話をかけることを知らせた。電話交換が主流になると電話がかかってきたことを知らせるベルが電話機に装備されるようになり、当初は通常の電話線とは別の線をひいて、その信号でベルを鳴らした。その後電話線1本でベルも鳴らすようにするため、ベルとコンデンサを直列に繋いでベルを鳴らすための交流信号のみを通すようにし、直流信号がブロックされていることで「オンフック」状態だとわかるようにした。
共電式や定期的な電池交換が不可能な田舎では、マグネトーなどの発電機を手回しクランクで回して発電し、相手側（交換手）のベルを鳴らした。

### ロウソク型電話機

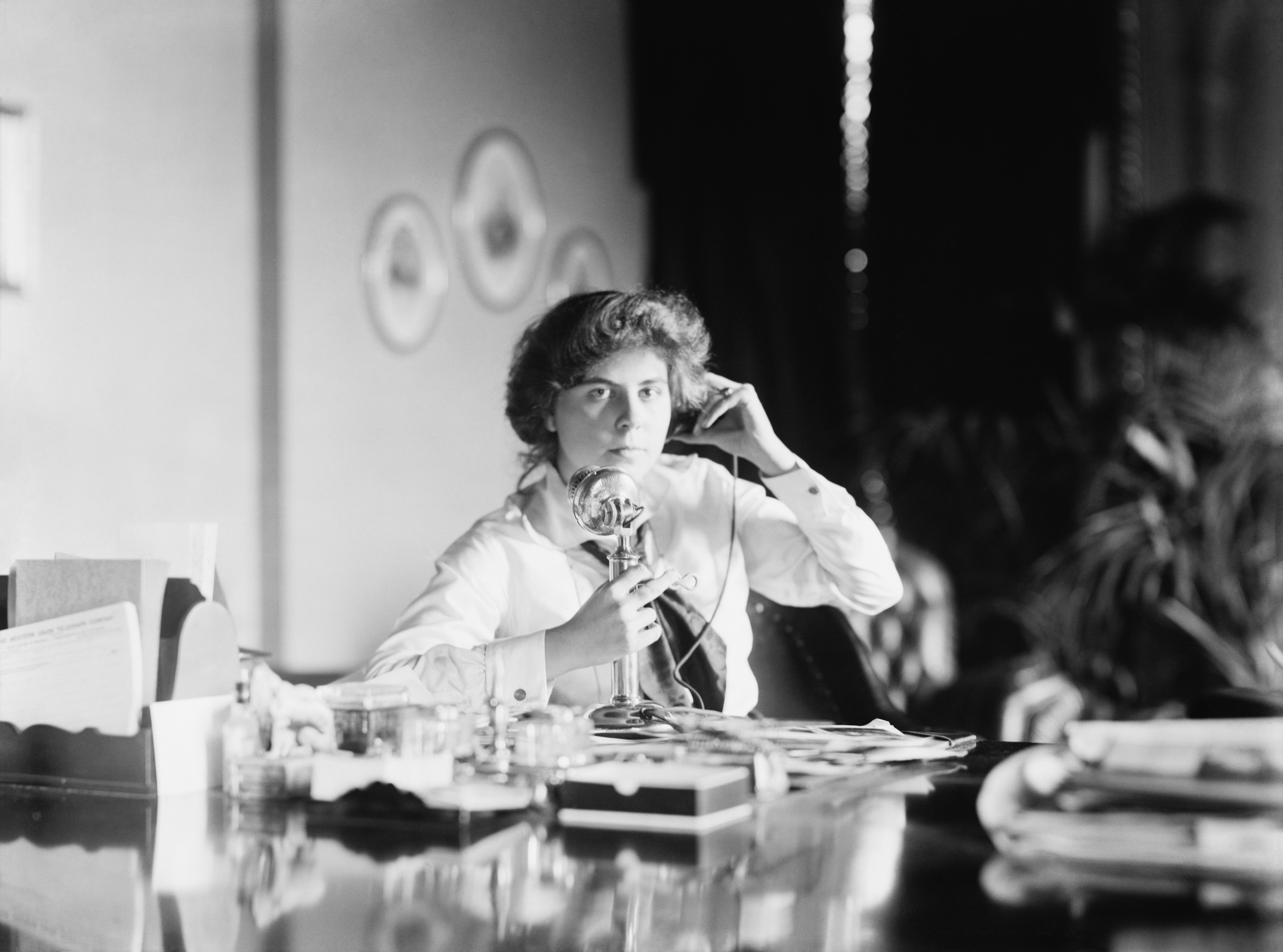
アメリカのロウソク型電話機（1915年ごろ）

1890年代には、3つの部分で構成されるもっと小型の電話機が登場した。送話器はスタンド上にあり、この形状をロウソク (candlestick) 型と呼んだ。使っていない状態では受話器をフックにかけておき、このフックがスイッチの役割を果たしている。それまでの電話機は音声とベルそれぞれにスイッチがあり、別々に操作する必要があった。新しい方式では利用者が電話のフックを外したままにする事態が発生しにくくなった。発電機、ベル、誘導コイル、電池などは電話機本体とは別の箱 (ringer box) に収められ、電話機と接続されるようになっていた。共電式の場合は電池交換が不要で手回しで発電する必要もないため、その箱は机の下などの見えない場所に設置された。
単線には漏話や交流電源のハム音が雑音として載ってしまうという欠点があり、ツイストペアケーブルが使われるようになっていった。また、長距離の回線には4線式が使われた。20世紀初めごろ、長距離電話は一般の電話からはかけられず、専用の高音質の電話ボックスを予約して利用するのが一般的だった。

### ハンドセット型
ロウソク型よりも普及したのが、送話器と受話器がセットになったもの（handset いわゆる受話器）で、本体に手回しクランクがあるタイプのものである。
- オーストリアの電話公社で「標準型」と定められた電話機（1905年）

### ガワーベル電話機
電話機に取り付けられたダニエル電池より直流電力を送り、電話交換手を呼び出すのもの。
ガワーが発明した炭素棒送話器とベルが発明した永久磁石受話器とを組み合わせていた。二人の名が合成されてこの名がある。

### 磁石式電話機
電話機に取り付けられた磁石式の発電機を、クランクハンドルを用いて手で回すことにより、交換機の表示機を動作させ、交換手を呼び出す電話機。交換機に繋がず、直接相手方電話機に繋ぐと、発電機は相手方電話機のベルを鳴らす。
送話用の電池を内蔵するタイプは定期的な電池交換が必要であるが、商用電源が得られる場所では直流化して使用することもできる。
乾電池もしくは外部直流を電源にして平行ケーブルのみで通話できるため、業務用の専用線・私設線でニーズがあり、現在でも製造が続けられている（ただし、内部回路は電子化されている）。軍隊の野戦電話に用いられることもある。

### 共電式電話機
電話機の受話器を外す事で、交換機のランプを点灯させ電話交換手を呼び出す仕組みの電話機。通話終了も受話器を下ろす事で自動的に交換手に通知される。
電話機側に電池や発電機が不要で、保守が簡略化された。しかし、48Vの電圧を回線に常時加えるため、電線の絶縁材料が悪かった時代には、障害が多かった。
現在では着信専用電話機として、あるいは旅館などで構内電話交換機を持つ場合に用いられていることもある。

## ダイヤルパルス式電話機
通話先を指定できるダイヤルを装備した電話機であり、電話番号をダイヤルを回して入力すると、自動交換機が反応して相手につなぐ。交換機とともに開発された。
影響が大きかったのは1928年に米国ウェスタン・エレクトリック社から発表されベル社の電話で使われたModel 102である。工業デザイナーのヘンリー・ドレイファスによるデザインであり、筐体は黒一色で、材質としてはベークライト製で、木材を用いていない。
- ヘンリー・ドレイファスがデザインしたウェスタン・エレクトリック社が製造したModel 102

このModel 102は画期的な電話機であり、評判もたいそう良かった。世界中でこのModel 102の模倣版や亜種の開発が行われるようになった。ウェスタン・エレクトリック社から後継機や改良版が出されると、それについても同様に模倣が行われていった。
日本のいわゆる黒電話もそうした模倣のひとつである。
- フランスPTTのPTT24（1942年）
- イギリスのGPOの232L
- ドイツのW48
- Western electric社のModel 500（1951年）
- フランス電電公社PTTのU43（1961年）
- Siemens & Halske社のAutomatic telephoneの着信音を聞かせる動画

- イギリスGPOの746（アイボリー）

### 内部構造
- 古い黒電話の底の金属板をはずし、下から見た状態。振鈴機構の全体が見えている。
- エリクソン社の1962年の回転ダイヤル式電話を、展示用に透明筐体に入れてみたもの。筐体内の部品位置がわかる。
- 1972年の回転ダイヤル式電話機のユニット群。

## トーンダイヤル式電話機
米国で1963年～1964年ころにウェスタンエレクトリック社が最初のトーン式電話機である1500シリーズを世に出した。回転ダイヤル式のmodel 500の筐体を流用し、回転ダイヤルをプッシュボタンとトーン発信のユニットに置き換えたもので、ボタンが10個しかないものであった。そして1967年ころに登場させた2500シリーズでボタンも12個になり、ここから本格的に普及した。
- 1960年代なかばのウェスタン・エレクトリック社のWE1500。まだボタンが10個しかない。
- ウェスタン・エレクトリック社のModel 2500（黒）
- Model 2500の内部
- ドイツの1990年代のH1LX
- ヤコブ・イェンセンがデザインした電話機（1994年）

## 多機能電話機
- 米国のもの

## イギリスにおける電話機
イギリスGeneral Post Officeの電話機を参照のこと。

## 日本における電話機
日本電信電話公社が提供するものの他に選択肢がない時代が長かったが、1950年代～60年代あたりから規制が少しずつ緩和され、1985年には各家庭で様々な電話機を設置できるよう規則が変更され、多くのメーカーが製造に参入し、高機能な電話機の開発・販売が進んだ。

### 歴史
- 交換手方式の電話機。大正時代のもの。（新潟県立歴史博物館の展示品）
- 交換手方式の電話機。大正15年（1926年）の「卓上電話機」。日本電気株式会社製。（大正ロマン館の展示品）
- ダイヤルパルス（回転ダイヤル）方式の電話機
- 福岡の赤池炭鉱で使われていた坑内電話
- 2005年時点でも使われている黒電話

#### 1号電話機
1号電話機は、1878年（明治11年）に日本初の国産電話機として製造された。アメリカ合衆国において実用化されたばかりのベル電話機をもとに、日本で設計された国産第1号の電話機である。しかし、このモデルは長距離伝送には不向きな上、当時の日本の工業水準が低かったこともあり、実用的な性能を持たせることができなかった。1号電話機は41台で製造が打ち切られた。
その後、電池と継電器（リレー）を用いて長距離通話を可能としたガワーベル電話機がイギリスから輸入され、日本の一般電話の開設はこちらによって果たされた。
この時期の電話機の筐体は木製箱型であり、黒くはない。

#### 2号電話機
2号電話機は、1909年（明治42年）、逓信省によって制式化・提供開始された。
卓上型
スタンド型の送話器に、独立したラッパ型受話器を受け止めるフックの付いた形態をしている。第二次世界大戦後のアメリカ映画などで有名になったスタイルだが、日本でも生産・使用されていたことは、一般にはあまり知られていない。塗装は黒だが、一般には「黒電話」の範疇には含まれない。
壁掛け型
木製の箱型筐体を持ち、ベル装置は上部に備え、正面に送話器を固定している。受話器は卓上型と同じく、独立したラッパ型受話器で、筐体右側面にフックが付いている。第2次世界大戦前後で日本の電話機といえば、このスタイルであった。
共電式
ガワーベル電話機の後、局呼び出しのための手回し発電機を備えた、デルビル磁石式電話機が輸入・国産化され、日本の電話機はほぼこれに統一されていた。しかし、磁石式電話機は伝送用に直流1次電池を使用し、これを端末（電話機）側に搭載していたため、定期的に交換が必要であり、保守面で手間がかかった。
そこで、線路に局側から48Vの電源を常時給電し、これを伝送・呼び出し用の電源として使用する共電式が登場し、端末数の多い都市部から、順次転換されていった。交換方式は手動だが、局呼び出しにも共用電流が使用され、受話器をはずす（オフフック）と、局側の交換手呼び出し装置（通常はランプ）が作動する仕組みであった。共電式は端末側の保守はほぼ不要となったが、当時は絶縁技術が未熟で導入初期においては漏電などのトラブルが多発した。2号電話機は、この共電式の採用に伴って開発、提供された。一方、共電式とならなかった地方の加入電話回線では、引き続きデルビル磁石式電話機が使用された。
自動式
都市部、特に首都である東京での電話加入者数の増加は著しかったが、従来の交換手が手作業で回線を接続する形態では、一層の増強が困難となった。
1923年（大正12年）の関東大震災からの復旧を契機として、日本でもダイヤルパルス信号による自動交換方式を導入することとなり、1926年（大正15年）、東京に日本初の自動交換機が導入された。
この自動交換機用の電話機端末として、2号共電式電話機にダイヤル装置を備えた2号自動式電話機が開発された。
卓上型では、自動交換用の回路を全て内蔵することは現実的ではなかったため、ベル装置や一部の回路を木製の別筐体に収納した。ダイヤルは本体の正面に装備された。
壁掛け型はその点、筐体の容積に余裕があったため、全て一体の筐体内に収められた。しかし、正面面積がダイヤル取り付けに不足したため、サイズは天地方向に拡大された。
当初搭載された1号ダイヤル（5接点）では、ダイヤル中の伝送回路を完全に音声回路と切り離すことができず、大きなノイズが受話器に流れ込んだ。また、1号ダイヤルは、従前の共電式と同じ直流48Vを基礎に設計していたが、引き続いて横浜に投入されたH型自動交換機では、有効線路長の延長を目的として局電源を60Vに上げたため、絶縁不良を引き起こした。そのため、音声回路へのノイズを低減した、60・48V共用・6接点の2号ダイヤルが開発され、以降、小改良を加えつつ600形の登場まで標準形式として使用された。

#### イ-660形自動式壁掛け電話機
沖電気で、施設の構内電話用として製造されていた電話機で、2号相当の性能を持っている。外観は制式の2号とは異なり、金属製筐体で、ベル装置も内蔵とするなど、後の3号に共通する特徴を持っていた（ただし、送受話器は2号と同じ形態である）。戦時中の物資不足に際して、沖電気の在庫から代用2号電話機として提供した。
電話機の普及度や位置づけ
まだ単独電話加入権を持っていたのは法人格か、商家に限られ、電話機を持つ家が、周囲の住人が電話を必要とした際に貸し出していた。また、「電話の相手は訪問者と同じ」という考え方も根強かった。また、2号電話機の性能では、周囲に雑音の多いところでは会話が困難で、「電話室」と呼ばれる、木製の小型の個室を備えている場合も多かった。そのため、日本においては、電話機は玄関先におくものというスタイルが定着した。このスタイルでは、卓上型の利点はほとんどなく、従って、実際に使用された2号電話機のほとんどは壁掛け型であった。2号卓上型のスタイルが世間に認知されなかったのは、このためである。
しかし、大量に提供された2号壁掛け自動電話機は、戦後の回線数増強工事の前提とした伝送特性に対応しきれず通話に支障をきたすことになった。新型電話機への更新も台数不足でままならず、そのため3号電話機（黒電話）の部品を用いての改造を余儀なくされた。

#### 黒電話 (3号、4号、600形、601形）
1933年（昭和8年）に逓信省によって日本国内で制式化された3号電話機から始まって、4号電話機、600形電話機、601形電話機は「黒電話」と呼ばれている。

### 電話機の自由化
日本における端末設備（電話機）自由化の歴史
- 1953年（昭和28年） 8月 - 専用線・構内交換機・船舶に設置するものなどの端末設備を利用者が設置することができるようになった。
- 1957年（昭和32年） 5月 - 日本電信電話公社からレンタルされた1台目の端末設備（電話機）の他に、切替式の付属電話として加入者が別の電話機を公衆交換電話網に設置することができるようになった。
- 1958年（昭和33年） 7月 - 地域団体加入電話が法制度化され、自営端末設備の設置が規定された。
- 1969年（昭和44年）10月 - 集団電話が法制度化。
- 1972年（昭和47年）11月 - データ通信等の非通話端末設備は自営による設置が原則となった。
- 1985年（昭和60年） 4月 - 電気通信端末機器審査協会で技術基準適合認定を受けたものかこれと同等とみなされた電話端末機器であれば公衆交換電話網にモジュラージャックで接続できることとなった。それにより、留守番電話・コードレス電話・ファクシミリなどの普及が促進された[5]。

### 端末自由化以降の日本の電話機

#### 標準電話機

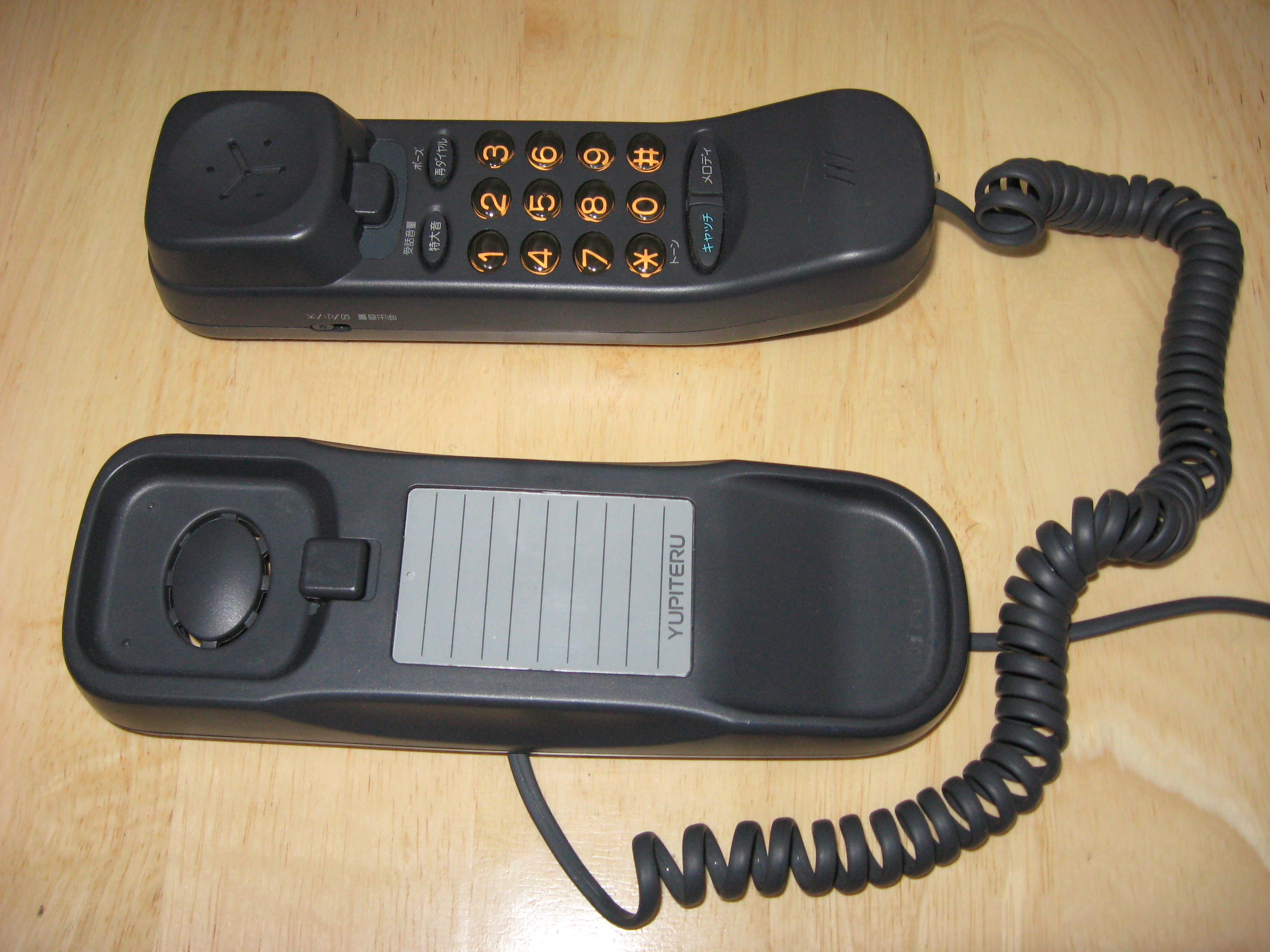
コンパクトタイプの標準電話機の一例。本体は送受話器と一体になっている。写真下部の置き台はコードと電気的につながっていない

生産統計において標準電話機とは、基本的な機能のみを装備したものである。メーカーによってはベーシックテレホンということもあるが、送受話器と数字ボタンのみが装備された物もある。これらにはシンプル電話等の呼び方もある。
- 基本的な機能
  - オンフックダイヤル
  - スピーカー受話
  - リダイヤル
  - 短縮ダイヤル・ワンタッチダイヤル
  - 呼び出し音の音量変更
  - 受話音量調整
  - 通話保留機能・保留メロディ
  - 状態表示灯点滅による呼び出し・状態表示
  - パルス（ダイヤル回線）/トーン（プッシュ回線）の切り替え（トーンへの一時的な切り替えも含む）
  - 発着信電話番号表示（ナンバーディスプレイ）

標準電話機にはコンパクトなタイプのものもあり、送受話器と本体が一体となっていることもある。

#### 多機能電話機
生産統計において多機能電話機とは、標準電話機よりも多機能なものを指す。
- 機能の例
  - ワンタッチ・自動ダイヤル
  - 電話帳機能
  - 通話電話番号・時間記録機能
  - 転送機能
  - ハンズフリー・マイクロフォン接続
  - 留守番電話
  - 内線電話・インターホン接続
  - コードレス電話
  - 防犯・防災用センサ接続、非常・異常通報機能
  - 簡易課金機能

以下の機能は、別の品目となっている。
- ファクシミリ（複合機）
- テレビ電話

#### 装飾電話機
装飾電話機・ファッション電話機とは、機能よりも装飾性を重視した電話機である。電話敷設の初期から付加使用料を支払うことで利用できた。
端末設備自由化以降は、ダイヤルボタンが受話器側にあるものなど、デザインも多彩となった。

### 福祉電話機
福祉電話機（NTTでは「シルバーホン」と呼称）とは、耳が聞こえにくい・手が不自由などの場合でも支障なく使用できるように工夫された電話機である。
- 着信音の周波数・音量変更（より低い音など聞き取り易いものへ）
- フラッシュベル（光の点滅による着信通知）
- 受話音量調節（「シルバーホンめいりょう」に装備　公衆電話にも組み込み）
- 骨伝導受話器（「シルバーホンひびき」に装備）
- 呼気スイッチ（「シルバーホンふれあい」に装備）
- 頻繁にかける相手へのワンタッチダイヤルボタン（3か所まで）、“ナースコール”形の握りボタンを用いたワンタッチ非常通報（「シルバーホンあんしん」に装備）

### 電話機開発メーカ（日本）
※業務向けはビジネスフォン、コードレス電話は当該記事を参照。
- NTT - 子会社・NTT東日本により開発・製造
- シャープ
- パイオニア - 子会社・オンキヨー&パイオニアにより開発・製造
- パナソニック - 子会社 パナソニック システムソリューションズ ジャパンにより開発・製造

生産中止
- 三洋電機コンシューマエレクトロニクス
- ユニデンホールディングス

### 日本における電話機設置場所の歴史
事務所では事務連絡に使用するため事務所に設置されていた。また、商店の店先に設置され、近所の電話のない家庭への呼出電話としても利用されていた。
家庭への普及の初期には、未契約世帯への呼出電話としての利用も引き続き多く、玄関先に設置されているのが一般的であった（1970年代頃までの住所録の電話番号欄に「～方呼出）」の記述があったりするのはこの名残）。多くの家庭に普及した後には、居間に設置されるようになった。また、親子電話（着信をスイッチで切り替えて秘話機能を持つ「切替式」と、1本の回線に2台が電気的にぶら下がっており秘話機能のない「ブランチ（分身）式」がある。更にはPBXを用いた内線電話システム「ホームテレホン」も1970年代半ばに登場した）などで個室にも設置されるようになった。

## 特許
- US 174,465 -- Telegraphy (Bell's first telephone patent) -- Alexander Graham Bell
- US 186,787 -- Electric Telegraphy (permanent magnet receiver) -- Alexander Graham Bell
- US 474,230 -- Speaking Telegraph (graphite transmitter) -- Thomas Edison
- US 203,016 -- Speaking Telephone (carbon button transmitter) -- Thomas Edison
- US 222,390 -- Carbon Telephone (carbon granules transmitter) -- Thomas Edison
- US 485,311 -- Telephone (solid back carbon transmitter) -- Anthony C. White (Bell engineer) This design was used until 1925 and installed phones were used until the 1940s.
- US 3,449,750 -- Duplex Radio Communication and Signalling Appartus -- G. H. Sweigert
- US 3,663,762 -- Cellular Mobile Communication System -- Amos Edward Joel (Bell Labs)
- US 3,906,166 -- Radio Telephone System (DynaTAC cell phone) -- Martin Cooper et al. (Motorola)

## 電話機記号
しばしば、電話機の記号は電話番号を表示するために使われる（電話マーク）。Unicodeには、℡(U+2121)、☎(U+260E)、☏(U+260F)、✆(U+2706) がある。